# Paranteza lui Poisson
În matematică și mecanica clasică, Paranteza lui Poisson este un operator important din mecanica Hamiltoniană, jucând un rol principal în evoluția în timp a unui sistem dinamic prin prisma formalismului Hamiltonian. Importanța deosebită a parantezei lui Poisson constă în faptul că ea constituie un procedeu util în obținerea de noi integrale prime ale ecuațiilor canonice Hamiltoniene. De altfel, ea plasează mecanica și dinamica în contextul tranformărilor de coordonate, în special în coordonate plane, precum cele ale transformărilor canonice poziție-impuls. Un exemplu de transformare canonică este Hamiltonianul însuși {\displaystyle H=H(q,p;t)\,}.
Într-un sens mai general, paranteza Poisson este folosită la definirea algebrei Poisson, algebră în care mulțimea Poisson este un caz special. Toate aceste denumiri au fost date în onoarea matematicianului francez Siméon-Denis Poisson.

## Definiție
În coordonatele canonice {\displaystyle (q_{i},p_{j})\,} din spațul fazelor, fiind date două funcții {\displaystyle F(p_{i},q_{i},t)\,} și {\displaystyle G(p_{i},q_{i},t)\,}, paranteza  lui Poisson este definită de următoarea ecuație:
{\displaystyle [F,G]=\sum _{i=1}^{N}\left[{\frac {\partial F}{\partial q_{i}}}{\frac {\partial G}{\partial p_{i}}}-{\frac {\partial F}{\partial p_{i}}}{\frac {\partial G}{\partial q_{i}}}\right].}

## Proprietăți
Paranteza lui Poisson are o serie de proprietăți analoage produsului vectorial. Fie {\displaystyle F,G,P,F_{1}\,} și {\displaystyle F_{2}\,}, funcții de variabilele {\displaystyle p_{1},p_{2},...,p_{n},q_{1},q_{2},...,q_{n}\,}, iar {\displaystyle c\,} o constantă oarecare. Paranteza lui Poisson verifică următoarele relații:
{\displaystyle [cF,G]=[F,cG]=c[F,G]\,}
{\displaystyle [F,G]=-[G,F]\,}
{\displaystyle [F,F]=0\,}
{\displaystyle [c,F]=0\,}
{\displaystyle [F_{1}+F_{2},G]=[F_{1},G]+[F_{2},G]\,}
{\displaystyle {\frac {\partial }{\partial t}}[F,G]=\left[{\frac {\partial F}{\partial t}},G\right]+\left[F,{\frac {\partial G}{\partial t}}\right]\,}
{\displaystyle [[F,G],P]+[[G,P],F]+[[P,F],G]=0\,}
Ultima relație poartă numele de identitatea Poisson-Jacobi.

## Ecuația de mișcare
Ecuația de mișcare Hamilton-Jacobi are o expresie echivalentă în termenii parantezei lui Poisson. Pentru a demonstra acest lucru fie o funcție {\displaystyle F(p,q,t)\,} a cărei derivată cu timpul se scrie:
{\displaystyle {\frac {\mathrm {d} }{\mathrm {d} t}}F(p,q,t)={\frac {\partial F}{\partial t}}+{\frac {\partial F}{\partial p}}{\frac {\mathrm {d} p}{\mathrm {d} t}}+{\frac {\partial F}{\partial q}}{\frac {\mathrm {d} q}{\mathrm {d} t}}.}

Considerând că, {\displaystyle p=p(t)\,} și {\displaystyle q=q(t)\,} sunt soluțiile ecuației Hamilton-Jacobi, atunci: {\displaystyle {\dot {q}}={\partial H}/{\partial p}\,} și {\displaystyle {\dot {p}}=-{\partial H}/{\partial q}\,}. Dacă le înlocuim în ecuațiile de mai sus, obținem:
{\displaystyle {\frac {\mathrm {dF} }{\mathrm {d} t}}={\frac {\partial F}{\partial t}}+[F,H]}
Dacă folosim operatorul lui Liouville {\displaystyle i{\hat {\mathbf {L} }}=-\{\,H,\cdot \,\}\,}, atunci:
{\displaystyle {\frac {\mathrm {d} F}{\mathrm {d} t}}=\left({\frac {\partial }{\partial t}}-\{\,H,\cdot \,\}\right)F=\left({\frac {\partial }{\partial t}}-i{\hat {\mathbf {L} }}\right)F.}

## Cuantificare canonică
Interesul deosebit al parantezei lui Poisson este acela că permite trecerea ușoară la cuantificarea din formalismul algebric al lui Heisenberg al mecanicii cuantice. În general este suficient să facem o substituție de forma:
{\displaystyle {X,Y}\longrightarrow {\frac {1}{i\hbar }}[{\hat {X}},{\hat {Y}}]\,}

în care, {\displaystyle [.,.]\,} desemnează un comutator pentru obținerea relațiilor de comutare a operatorilor din formalismul lui Heisenberg, luând paranteza lui Poisson a observabilelor clasice. Aceeași strategie se aplică la cuantificarea unui câmp clasic. 